# Tomorrow Is a Long Time
«Tomorrow Is a Long Time» es una canción del músico estadounidense Bob Dylan, publicada en el álbum recopilatorio Bob Dylan's Greatest Hits Vol. II.

## Historia
La versión oficial publicada en Bob Dylan's Greatest Hits Vol. II procede de una grabación en directo durante el concierto ofrecido en el Town Hall de Nueva York el 12 de abril de 1963. Dylan había grabado anteriormente la canción como demo para M. Witmark & Sons, su compañía editorial. Esta grabación, disponible durante varios años únicamente en bootlegs, fue publicada oficialmente por Columbia Records en 2010 en el recopilatorio The Bootleg Series Vol. 9: The Witmark Demos: 1962-1964.
La canción fue incluida en el último capítulo de la primera temporada de la serie de televisión The Walking Dead.

## Versiones
Elvis Presley grabó una versión de «Tomorrow Is a Long Time» durante las sesiones del álbum How Great Thou Art. La canción apareció originalmente como tema extra de la banda sonora de la película Spinout. El propio Dylan reconoció la versión de Presley como «la grabación que más valoro».
Según el libro de Ernst Jorgensen, Presley conoció la canción a través de Charlie McCoy, que había participado en las sesiones de grabación de Highway 61 Revisited y Blonde on Blonde. McCoy también tocó en el álbum de Odetta Odetta Sings Dylan en 1965.
«Tomorrow Is a Long Time» también ha sido versionada por otros músicos, entre los que figuran The Black Family, Chris Hillman, Danielle Howle, Dion, Glenn Yarbrough, Harry Belafonte, Joan Báez, The Kingston Trio, Nick Drake, Nickel Creek, Odetta, Rod Stewart y Sandy Denny, entre otros. Zee Avi realizó una versión de la canción para el álbum tributo Chimes of Freedom: The Songs of Bob Dylan Honoring 50 Years of Amnesty International.